# Waldorf Astoria Chicago
Le Waldorf Astoria Chicago, anciennement l'Elysian, est un hôtel situé sur l'East Walton Street dans le secteur de Near North Side à Chicago (Illinois, États-Unis).
The Elysian est un hôtel de luxe de 188 chambres (avec spa) offrant un confort 5 étoiles. Il comporte également 52 résidences privées et condos dont la plupart ont une valeur de plus d'un million de dollars.
Le créateur Marc Jacobs possède un magasin au rez-de-chaussée de l'hôtel pour sa ligne de vêtements et autres accessoires.
Le projet de l'Elysian a été approuvé en juin 2005 et la construction a duré de 2006 à 2010. Le nom de l'édifice a changé pour Waldorf Astoria Chicago
L'architecte est Lucien Lagrange, d'origine française.